# Clima equatorial

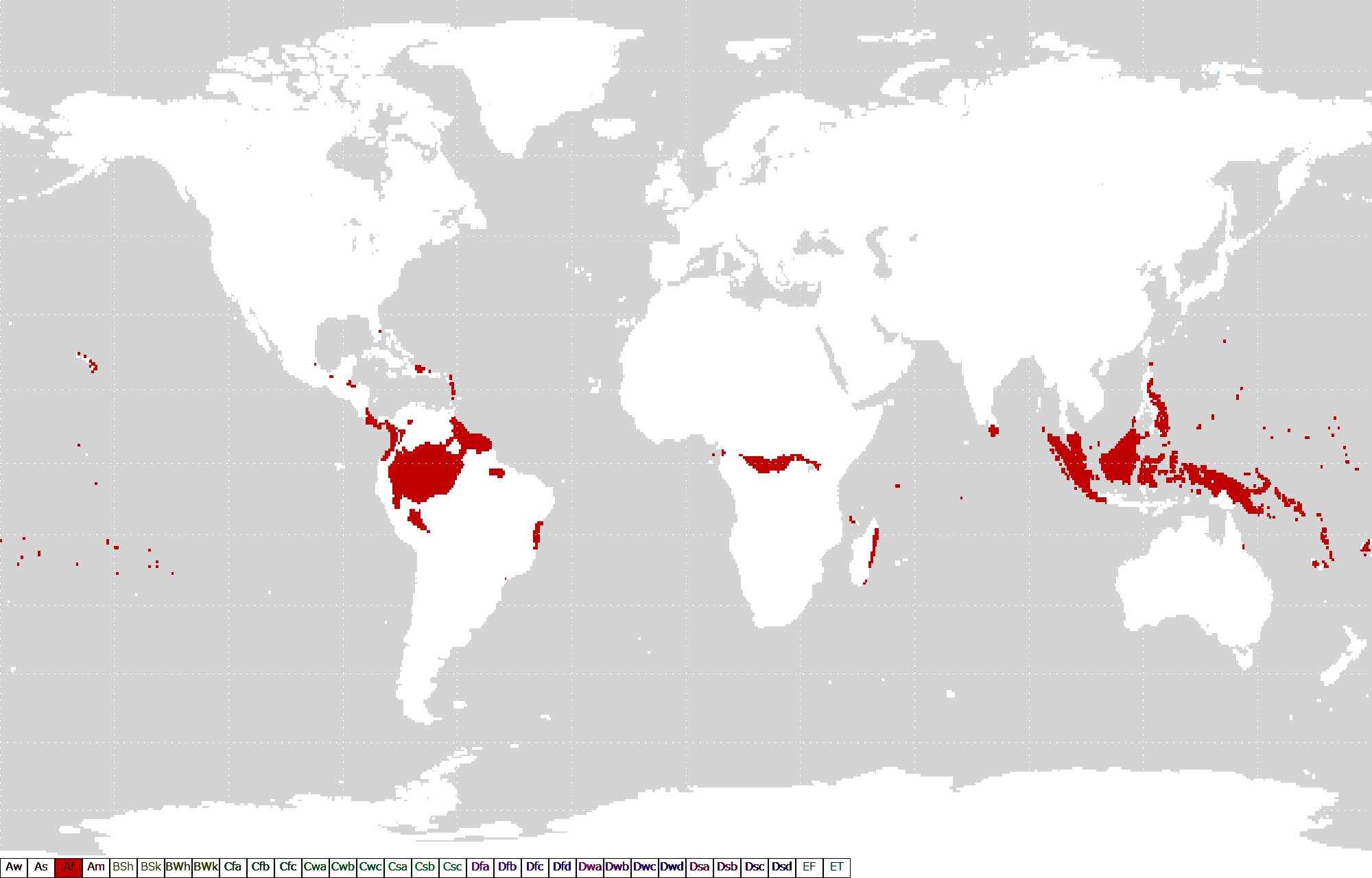
Àrees o regions de clima equatorial del món segons la classificació climàtica de Köppen.

El clima equatorial, clima tropical humit o clima de les selves tropicals, és un dels tipus de clima. Es caracteritza per les escasses amplituds tèrmiques anuals (menys de 5 °C) i les altes temperatures. La mitjana de tot l'any és d'uns 25 °C i l'amplitud tèrmica anual inferior a 2 °C.
Una altra característica és l'alta pluviositat, i sempre pluges superior a 2.000 L anuals. Les regions amb aquest clima se solen designar amb l'abreviatura Af segons la classificació climàtica de Köppen.
Es localitza a les zones amb baixes latituds properes a l'equador terrestre. Els exemples més representatius són la zona nord de la Selva Amazònica i l'Àfrica central, amb frondosos boscos gairebé impenetrables. En aquest clima es desenvolupen dos dels rius més cabalosos del món, el riu Amazones i el riu Congo.

## Localització
El clima equatorial es localitza en la majoria de països que voregen l'equador: Àfrica, sud-est d'Àsia i Amèrica del Sud (nord del Brasil, sud de Veneçuela, sud-est i valls baixes interiors de Colòmbia, aquest i nord-oest de l'Equador, nord-est del Perú i les Guyanes).
A l'Àfrica a la seva zona central, des del golf de Guinea, sent la seva frontera la Banya de l'Àfrica, aquesta última zona és una excepció, els països ubicats allà (Somàlia, Djibouti, Kenya i Etiòpia), el monsó impedeix el desenvolupament de les pluges, creant un clima desèrtic molt àrid, degenerant per complet el clima equatorial que per la seva latitud s'hauria de produir en teoria allà, on les escasses pluges i les temperatures molt més grans fa que resulti molt diferenciat al clima equatorial.